# Osînove, Novopskov
Osînove (în ucraineană Осинове) este localitatea de reședință a comunei Osînove din raionul Novopskov, regiunea Luhansk, Ucraina.

## Demografie
Componența lingvistică a localității Osînove
     Ucraineană (93,84%)
     Rusă (6,07%)
     Alte limbi (0,04%)
Conform recensământului din 2001, majoritatea populației localității Osînove era vorbitoare de ucraineană (93,84%), existând în minoritate și vorbitori de rusă (6,07%).